# モブスターズ/青春の群像
『モブスターズ/青春の群像』（Mobsters）は、1991年のアメリカ映画。
禁酒法時代のニューヨークを舞台に、実在の4人のギャングの若き日の抗争と青春を描いた青春ギャング映画。ルチアーノ、シーゲル、ランスキー、コステロは後に全米に名を馳せる大物ギャングの若き日の姿である。

## あらすじ
第一次世界大戦後の不況下のアメリカ。ドン・ファレンザーノと、ドン・マッセリアという二大勢力のギャングらに牛耳られ、チャーリー・ルチアーノは父親を殺され、友人も殺されたことで二大大物ギャングを憎んでいた。
ある日、ルチアーノと彼の友人のフランク・コステロは、マイヤー・ランスキーというユダヤ系の若者を救ったのを期に、ベンジャミン・シーゲルも入れ4人はファレンザーノを倒す事を誓う････。

## キャスト
※括弧内は日本語吹替
- チャーリー・“ラッキー”・ルチアーノ - クリスチャン・スレーター（原康義）
- マイヤー・ランスキー - パトリック・デンプシー（家中宏）
- ベンジャミン・“バグジー”・シーゲル - リチャード・グリエコ（堀秀行）
- フランク・コステロ - コスタス・マンディロア（石塚運昇）
- ドン・ファレンザーノ - マイケル・ガンボン（小林清志）
- ドン・マッセリア - アンソニー・クイン（石田太郎）
- アーノルド・ロススタイン - F・マーリー・エイブラハム（家弓家正）
- ヴィンセント・"マッドドッグ"・コール - ニコラス・サドラー（大滝進矢）
- マーラ・モーツ - ララ・フリン・ボイル
- トミー・レイナ - クリストファー・ペン（大塚芳忠）
- ボノット神父 - シーモア・カッセル（吉水慶）
- ジョー・プロファチ - ジョー・ヴィテレリ（渡部猛）
- アル・カポネ - タイタス・ウェリヴァー（真地勇志）

## スタッフ
- 監督：マイケル・カーベルニコフ
- 製作：スティーヴ・ロス
- 製作総指揮： C・O・エリクソン
- 原作：マイケル・メイハーン 脚本も
- 脚本：ニコラス・カザン
- 撮影：コルタイ・ラヨシュ
- 音楽：マイケル・スモール